# Spinnin' Records
Spinnin Records é uma gravadora neerlandesa, fundada em 1999 por Eelko van Kooten e Roger de Graaf. Além de sua principal marca, a Spinnin' Records hospeda quinze subselos, incluindo a Doorn Records de Sander van Doorn, a Heldeep Records de Oliver Heldens e a Musical Freedom de Tiësto, focando principalmente em Progressive House, Electro House e Big Room House. A Spinnin' também iniciou a sua própria empresa de gerenciamento de artistas, a MusicAllStars Manager, gerindo artistas como Sander van Doorn e Oliver Heldens.
Em setembro de 2017, a Warner Music Group adquiriu a Spinnin' por mais de 100 milhões de dólares.

## Artistas

### Atuais
- Alok
- Bali Bandits
- Bassjackers
- Bingo Players
- Blasterjaxx
- Breathe Carolina
- BROHUG
- Chocolate Puma
- CID
- Curbi
- Dada Life
- Dannic
- Daddy's Groove
- Deepend
- Deniz Koyu
- Dubdogz
- Dzeko
- EDX
- Fedde Le Grand
- Firebeatz
- Florian Picasso
- Garmiani
- Gianluca Vacchi
- Gregor Salto
- Jack Back
- Janieck
- Jay Hardway
- JETFIRE
- Jonas Aden
- John Christian
- Kryder
- Kris Kross Amsterdam
- KSHMR
- KEVU
- KURA
- LVNDSCAPE
- Lucas & Steve
- Madison Mars
- Mariana BO
- Merk & Kremont
- Mesto
- METAFO4R
- Michael Calfan
- Mike Mago
- Mike Williams
- Moguai
- Mr. Belt & Wezol
- NERVO
- Nora En Pure
- Oliver Heldens
- Pep & Rash
- Quintino
- Sam Feldt
- Sander Kleinenberg
- Sander van Doorn
- Sikdope
- SLVR
- Sophie Francis
- Stadiumx
- Teri Miko
- Tiësto
- Timmy Trumpet
- Tom Staar

- Tony Junior
- Trobi
- Tujamo
- Ummet Ozcan
- Vato Gonzalez
- Vintage Culture
- Will Sparks
- Yves V
- Zaeden

### Anteriores
- 4 Strings
- Adventure Club
- Afrojack
- Anger Dimas
- Audien
- Armand van Helden
- A-Trak
- Avicii
- Basto
- Bob Sinclar
- Borgeous
- Burak Yeter
- Cash Cash
- Cédric Gervais
- Cheat Codes
- Claudia Cazacu
- Danny Avila
- Dimitri Vegas & Like Mike
- Dirty South
- Duke Dumont
- Don Diablo
- DubVision
- DVBBS
- Eric Prydz
- Erick E
- Eva Shaw
- Felguk
- Ferry Corsten
- FTampa
- Hard Rock Sofa
- Hardwell
- Headhunterz
- Hook N Sling
- Ian Carey
- Inna
- John Dahlbäck
- Judge Jules
- Julian Jordan
- Justin Prime
- Klingande
- Kurd Maverick
- Laidback Luke
- MAKJ
- Marco V
- Marc Benjamin
- MaRLo
- Martin Garrix
- Mat Zo
- Michael Brun
- MOTi
- Nicky Romero
- Olav Basoski
- Para One
- Paris & Simo
- Parra for Cuva
- Project 46
- Ron van den Beuken
- R3hab
- Sean Tyas
- Showtek
- Sied van Riel
- Sick Individuals
- Sidney Samson
- Sigma
- Simon Patterson
- Stefano Noferini
- Sunnery James & Ryan Marciano
- The Partysquad
- TJR
- Tritonal
- Tom Swoon
- Tommy Trash
- UMEK
- Vicetone
- Vinai
- Yellow Claw
- Zonderling

## Sucesso
Na Holanda, a maior parte da música eletrônica vem no rádio e na televisão pela Spinnin' Records. Alguns dos principais lançamentos holandeses, incluindo We No Speak Americano, por Yolanda Be Cool & D-Cup, que em 2010 estava no topo das paradas holandesas e nelas o hit permaneceu de pé por 24 semanas, assim como na Alemanha, Áustria e Suíça. Barbra Streisand, do Duck Sauce, também esteve no topo das paradas na Alemanha em 2010, e também na Holanda, Áustria e Suíça, ficou entre os cinco primeiros. Também em 2010, Hello, por Matin Solveig em colaboração com a banda Dragonette, alcançou o número 5 nas paradas de singles alemães e por 51 semanas manteve-se bem nas paradas de singles na Áustria e ficou em primeiro lugar na Holanda. Em 2013, Animals de Martin Garrix se tornou o maior sucesso da gravadora, alcançando o mundo e dominando as paradas em diversos países. Entre o 4º lugar na Alemanha e outros top 5 em alguns países europeus. No Reino Unido, a canção atingiu o #1 lugar nas paradas de singles do país.

## Subselos

### Atuais
- Spinnin' Records – Selo principal, focando em electro house, progressive house e diversos outros gêneros;
- Spinnin' Deep – Subselo exclusivo para deep house e future house;
- SPRS – Subselo focado em músicas que pertencem ao gênero house em geral. Hospedava remixes até o ano de 2013;
- Spinnin' Remixes - Subgravadora focada apenas em Remixes de todos os gêneros, antecedida pela SPRS;
- Spinnin' Premium - Selo focado em Extended Plays;
- Spinnin' Copyright Free Music - Selo focado em Royalty Free Music;
- Spinnin' Talent Pool - Selo focado em revelar "novos talentos" da música eletrônica;
- Spinnin' Stripped - Subselo focado em Versões Acústicas;
- Spinnin’ NEXT* - Selo oficial da nova plataforma da gravadora, foca em diferentes vertentes da música eletrônica
- Spinnin’ Records ASIA - Divisão  focada  em revelar novos artistas no continente asiático
- SPXNNXN' RXCØRDS - Mais recente sub-selo da gravadora, foca no sub-gênero de Hip-Hop Phonk
- Oxygen Recordings – Subgravadora focada em "novos talentos" de diversos gêneros da música eletrônica;
- Musical Freedom Records (fundada por Tiësto) – Selo focado em electro house, progressive house e diversos outros, pertence a Tiësto;
- AFTR:HRS (After Hours) (Fundada por Tiësto) - Selo focado em Deep House, também pertence a Tiësto;
- Doorn Records (fundada por Sander van Doorn) – Selo focado em electro house, progressive house e em outros gêneros, pertence a Sander van Doorn
- Maxximize Records (fundada por Blasterjaxx) – Selo focado em electro house e progressive house, pertence ao duo Blasterjaxx;
- Dharma Worldwide (Fundada por KSHMR) -  Subgravadora focada em Big Room House e Electro House, pertence a KSHMR.
- Hysteria Records (fundada por Bingo Players) - Subselo focando em Electro House e Progressive House. Se tornou independente em 2014, mas retornou ao grupo Spinnin’ após um novo contrato;
- OZ Records (fundada por Ummet Ozcan) - Subselo Focado em Electro House e Big Room House pertence á Ummet Ozcan
- Source Records – Subgravadora focada em deep house;
- Work Records – Subgravadora focada em tech house;
- Liquid Recordings - Subselo focado em Trance;
- Controversia (fundada por Alok) selo focado em Brazilian Bass, Deep House e Dance, atualmente também é distribuída pela Altafonte Music na América do Sul.
- Mentalo Music (fundada por Robin Schulz) - selo focado em Dance e Tropical House, fundada a partir de um acordo do produtor Robin Schulz com a Spinnin’ Records e a Warner Music Germany
- SINPHONY (fundada por Timmy Trumpet) - selo focado em Hard Dance, Hardstyle, Jumpstyle entre outros gêneros, pertence à Timmy Trumpet.
- Future Rave (fundada por David Guetta e MORTEN) Selo focado no mais novo sub-gênero Mainstream Future Rave, é uma colaboração entre a Spinnin' Records e aos grupos Parlophone/What a DJ.
- OneHundred (fundada por HEDEGAARD) Selo focado em Slap House e Deep House pertence ao produtor HEDEGAARD.
- KANARY (fundada por DVBBS) focado em vários sub-gêneros de EDM anteriormente independente, foi obtido após um acordo entre a Spinnin' e os grupos Ultra/Sony.
- brine records (fundada por Pickle) é um selo focado em Eurodance e Electro House, pertence ao Projeto Alemão Pickle

- Liquid Lab (fundada por KREAM) Selo focado em Deep House e Melodic Techno pertence ao duo de irmãos Noruegueses KREAM
- Criterio Music (fundada por Wade) - Selo focado em Tech House e Latin Tech, anteriormente distribuído pela Virgin foi obtido após um contrato do Produtor com o grupo WMG/Spinnin'.

### Anteriores
- Fly-Eye Records (Fundada por Calvin Harris) - Selo focado em electro dance e electro house, foi desabilitada no fim de 2016;
- Skink Records (fundada por Showtek) – Selo focado em electro house, foi adquirido pela Armada Music e, a partir de 2018, passou a pertencer ao grupo Scorpio Music
- Showland Records (fundada pelo Swanky Tunes) – Selo focado em Progressive house, pertence ao Swanky Tunes e foi adquirido pela Armada Music mas atualmente está desabilitada
- Smash The House Records (fundada por Dimitri Vegas & Like Mike) – Selo focado em Electro house, pertence ao duo Dimitri Vegas & Like Mike, também foi adquirido pela Armada, mas atualmente pertence á Sony Music
- Barong Family (fundado por Yellow Claw) – Selo focado em trap, electro house, jungle terror e em hardstyle, tornou-se uma gravadora independente.
- Cartel Recordings (fundada por Kryder e Tom Staar) selo focado em Dance e House focando em um som mais grooveado, não teve muitos lançamentos, vindo a ser desabitada e substituída pela Kryteria Records.
- Heartfeldt Records (fundada por Sam Feldt) - selo focado em Tropical House e Deep House, foi obtido pela  Sony Music em 2023
- Rebel Yard (fundada por The Partysquad) – Antigo selo focado em electro house e trap, tornou-se uma gravadora independente.
- BMKLTSCH (fundada por Mike Mago) - Sub gravadora focada em Dance e Deep House tornou-se uma gravadora independente
- Hexagon (fundada por Don Diablo) selo focado em Future House após longas batalhas judiciais com a Spinnin' Records e a Warner Music Group tornou-se independente em 2019.
- Kryteria (fundada por Kryder) selo focado em  House foi obtido pela Black Hole Recordings em 2021
- Heldeep Records (fundada por Oliver Heldens) selo focado em Future House se tornou independente em 2021.
- Wall Recordings (fundada por Afrojack) selo focado em Big Room e várias outras vertentes de EDM, foi adquirida pela UMG no começo de 2022.
- FONK (fundada por Dannic) selo focado em Electro House, se tornou independente em 2020.
- Tonco Tone (fundada por Chocolate Puma) selo focado em Bass House, foi desabilitado em 2021.
- Night Service Only (fundado por CID) selo focado em música eletrônica underground, se tornou independente em 2022.
- Congo Records (fundada por Lincoln Jesser) selo focado em Música Pop e Future Bass foi desabilitada em 2020
- Potion (fundada por The Magician) selo focado em Future House se tornou independente em 2020
- Kapuchon (fundada por Afrojack) sub-selo da Wall Recordings focado em Tech House também foi adquirido pela UMG em 2022.
- AbZolut (fundada por Koen Groeneveld) selo focado em Techno tornou-se independente em 2015

- RockTheHouze (fundada por Sidney Samson) – Antigo selo focado em electro house, foi desabilitada
- Streamlined (fundado por Leon Bolier) – Antigo selo focado em house and trance, foi desbilitado
- SupersoniQ (fundado por Quintino) – Antigo selo focado em house, foi desabilitado
- Punx (fundado por Moguai) – Antigo selo focado em house, foi desabilitado
- Tone Diaryr (fundado por Marcus Schössow) – Antigo selo focado em house e trance music, foi desabilitado

- Reset Records – Antigo selo focado em progressive house e em trance
- 2Play Records – Antiga subgravadora focada em trance
- Confidence – Antiga subgravadora focada em vários subgêneros do house
- Couture – Antiga subgravadora focada em trance

- Rootz(fundada por Olav Basoski) – Antiga subgravadora focada em house
- Sneakerz MUZIK – Antiga subgravadora focada em house
- With Love Music – Antiga subgravadora focada em house e trance music
- RR Recordings - Antigo Subselo focado em Trance
- Konverted Records - Antigo selo focado em Trance teve vida curta, sendo fundada em 2007 e vindo a ser desabilitada em 2008
- Night Vision (fundada por Simon Patterson) antigo selo focado em trance foi desabilitado em 2013